# ヤーコプ・オブレヒト

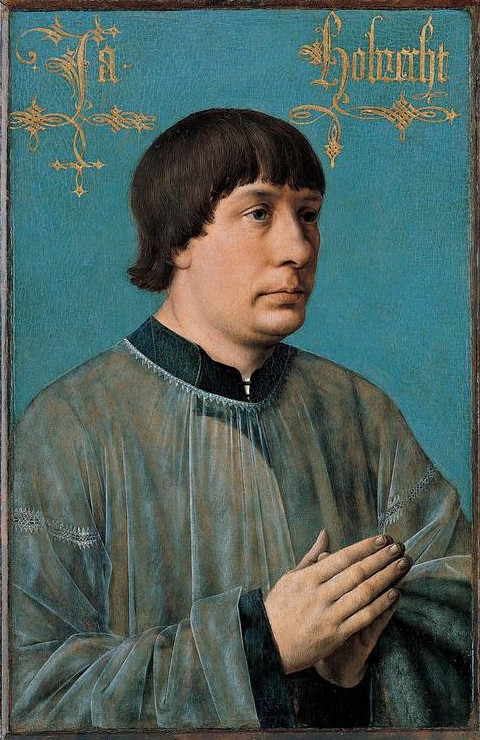
Jacob Obrecht

ヤーコプ・オブレヒト（Jacob Obrecht, 1457年/1458年11月22日 ヘント-1505年7月 フェラーラ）は、ベルギーのヘント生まれのフランドル楽派の作曲家。 

## 生涯
父ヴィレムはヘント市のトランペット奏者。生涯について詳しい事柄は不明。一連の短期間の任務に就くが、その多くはどれも理想の環境とはならずに終わったようだ。オブレヒトは、ほかならぬ簿記の不注意から少なくとも2度、財源の不ぞろいに見舞われており、雇用主に作品を寄贈することによって勘定書きにおける不足額を補ったことを示す面白い記録がひとつ残っている。この間ずっと、たとえ好もしい使用人ではなかったにせよ、庇護者からも同僚の作曲家からも、最高の敬意をもって扱われていた。ナポリで文筆活動を行なっていた音楽理論家ヨハンネス・ティンクトーリスは、当時の大作曲家に関する短いリストに、オブレヒトの名をあげている。ティンクトーリスがこの一覧を作成した時、オブレヒトはまだたったの25歳で、しかもヨーロッパの反対側にいたのだから、なおのことこの話は意味深い。
オブレヒトの任地はほとんどがフランドルかネーデルラントだったのに対して、少なくとも2度イタリアにも赴任している。一旦1487年にフェラーラ公エルコレ1世の招きでフェラーラに赴いた後、再度1505年に同地を訪れた。エルコレ1世は、1484年から1487年の間にイタリアに広まっていたオブレヒト作品を耳にして、同時代のどの作曲家よりもオブレヒトを高く評価すると述べたという。オブレヒトがフェラーラに招かれたのはそれから半年ほど後のことであった。
1504年にオブレヒトはフェラーラを再訪するが、翌年初頭のエルコレ1世の死により、雇用されることはなかった。いかなる立場でフェラーラにとどまっていたのかは不明だが、1505年にペストの大発生により、イタリアに客死した。

## 作品
オブレヒトは、ミサ曲やモテットなど、主に宗教音楽の作曲家であったが、世俗語（フラマン語やフランス語など）の歌曲や、多少の器楽曲も遺した。
様式的に見てオブレヒトは、15世紀後半における奇抜な対位法様式の魅力的な例といえる。オブレヒトはミサ曲には常に定旋律技法を用いたが、単純な楽曲素材を多楽章のミサ曲へと変形するにあたって、一種の驚くべき構成手段を利用した。時には楽曲の素材を取り上げ、短いフレーズに解体し、旋律全体ないしは旋律の断片の逆行形を用いた。ある時には、旋律を構成する音符を抜き出し、音価ごとに長い音符から短い音符に並べ替え、再配置された音列からなる旋律線を新たに創り出しさえした。またオブレヒトは、それぞれの部分で別々の動機から音楽が織り成されるような、エピソード的な楽曲構成を好んだ。オブレヒトの創作手順は次世代の、統一感やかんたんな段取りを好んだジョスカンなどとは、驚くほど対照的である。
作曲の素材としてオブレヒトが明らかに好んでいたのは、当時の世俗のシャンソンである。こんにちの好楽家にすれば、作曲家が世俗の、野卑ですらあるような大衆音楽から宗教曲を作曲するというのは奇異に映るかもしれないが、当時はそのような創作手順が不適切とも、まして不謹慎ともされてはいなかった（たとえば、ジャン・ムートンはジョスカン・デ・プレのシャンソンに基づくパロディ・ミサ（《ミサ曲〈金がないのは何よりつらい〉Missa faulte d'argent 》）を作曲しているが、原曲の歌詞は、男が娼婦と寝ていて、目覚めてみたら財布がすっからかんだったと歌っている。）
生前は著名だったにもかかわらず、オブレヒトはその後の世代にほとんど影響を及ぼさなかった。最も考えられるのは、彼の早世という理由のみならず、16世紀にはカノン的な書法が徐々に避けられるようになったことが挙げられる。その作品に見られる有り余る創意は、同時代のフランドル美術の、たとえばヒエロニムス・ボス（やはり1450年生まれ）に最も典型的に認められる画法と興味深い類似を示している。

### ミサ曲
1. ミサ曲《さらば わが愛しの人々よ》Missa Adieu mes amours
2. ミサ曲《めでたし天の后妃》Missa Ave regina celorum
3. Missa Beata viscera
4. ミサ・カプト Missa Caput
5. Missa Cela sans plus
6. 聖ドナティアヌスのミサ曲 Missa De Sancto Donatiano
7. Missa De Sancto Martino
8. ミサ曲《私の彼女はいいところばかり》Missa De tous biens playne
9. ミサ曲《今はただ死を待つばかり》Missa Fors seulement
10. ミサ曲《手に負えない運命の女神》Missa Fortuna desperata
11. Missa Grecorum
12. ミサ曲《われは求めじ》Missa Je ne demande
13. ミサ曲《武装せる人》Missa L'homme armé
14. Missa Libenter gloriabor
15. ミサ曲《不幸が私を打ちのめす》Missa Malheur me bat
16. ミサ曲《優しきマリア》Missa Maria zart
17. ミサ曲《教会の光》Missa O lumen ecclesie
18. Missa Petrus Apostolus
19. Missa Pfauenschwanz
20. Missa Pluriorum carminum (I)
21. Missa Pluriorum carminum (II)
22. Missa Rose playsante
23. Missa Salve diva parens
24. Missa Scaramella
25. ミサ曲《冠のごとき荊（いばら）を》Missa Sicut spina rosam
26. Missa Si dedero
27. ミサ曲《御身の庇護のもとに》Missa Sub tuum presidium
28. Missa Veci la danse barbari

### モテット
1. めでたし 救い主の御母 Alma Redemptoris mater
2. めでたし天の星 Ave Maris stella
3. めでたし天の后妃 Ave Regina coelorum
4. マリアよ、そなたは美しい Beate es, Maria
5. Benedicamus in laude Jhesu
6. Cuius sacrata viscera (I)
7. Cuius sarata viscera (II)
8. （主よ来たりませ） Factor orbis / Veni, Domine
9. Haec deum caeli
10. Inter praeclarissimas virtutes
11. Laudemus nunc dominum
12. Laudes Christo redemptori
13. Mater Patris, nati nata
14. 1488年（主よ死者に平安を） Mille quigentis / Requiem
15. O Beate basili / O beate pater
16. Omnis spiritus laudet
17. O preciosissime sanguis
18. Parce domine
19. Quis numerare queat
20. 天の后妃 Regina celi
21. Salve crux, arbor vite / O crux lignum
22. めでたし后妃 Salve Regina (I)
23. めでたし后妃 Salve Regina (II)
24. めでたし后妃 Salve Regina (III)
25. Salve sancta facies / Homo quidam
26. Si bona suscepimus
27. Si sumpsero